# Halstalie

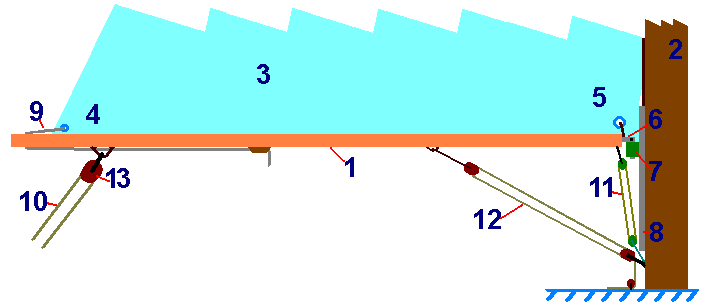
giek met halstalie, nr. 11

Een halstalie is een onderdeel van een zeilboot. Het is een van de lijnen die gebruikt wordt om een zeil te trimmen.
Een halstalie bestaat meestal uit een lijn (touw) en een aantal blokken (katrollen). De halstalie zit tussen de  onderkant van de mast en het punt waar de giek aan de mast zit. De halstalie wordt gebruikt om het voorlijk van een eenmaal gehesen zeil onder spanning te zetten. Hiermee wordt dus de voorkant van het zeil strak gezet.
Een halstalie is uitsluitend te vinden op langsscheeps getuigde schepen waarbij de giek op en neer bewogen kan worden. De schepen van de klassieke bruine vloot kennen meestal een vast oog aan de mast waarin een lummelbout past. In zo'n situatie heeft de halstalie aan de giek geen functie; wel wordt bij een dergelijke constructie de halshoek van het zeil met een talie (na het hijsen van de gaffel en het doorzetten van de gaffelklauw) op spanning gebracht.